# G (маршрут метро, Нью-Йорк)
G Brooklyn—Queens Crosstown Local — маршрут Нью-Йоркского метрополитена, проходящий в Куинсе и Бруклине. Маршрут проходит по линиям Кросстаун, Ай-эн-ди, и Калвер, Ай-эн-ди. На картах, станциях, вагонах и т. д. он обозначается салатовым цветом, поскольку проходит по линии Кросстаун. Это единственный нечелночный маршрут в Нью-Йоркском метро, который не проходит через Манхэттен.
Маршрут G работает круглосуточно. Поезда следуют от станции Court Square в Куинсе до станции Church Avenue в Бруклине, останавливаясь на всех без исключения станциях.

## История
Маршрут Brooklyn—Queens Crosstown Local официально открылся 19 августа 1933 как челнок между Queens Plaza и Nassau Avenue, используя обозначение GG. Полностью IND Crosstown Line была построена 1 июля 1937 и маршрут GG работал круглые сутки между Forest Hills—71st Avenue и Church Avenue.

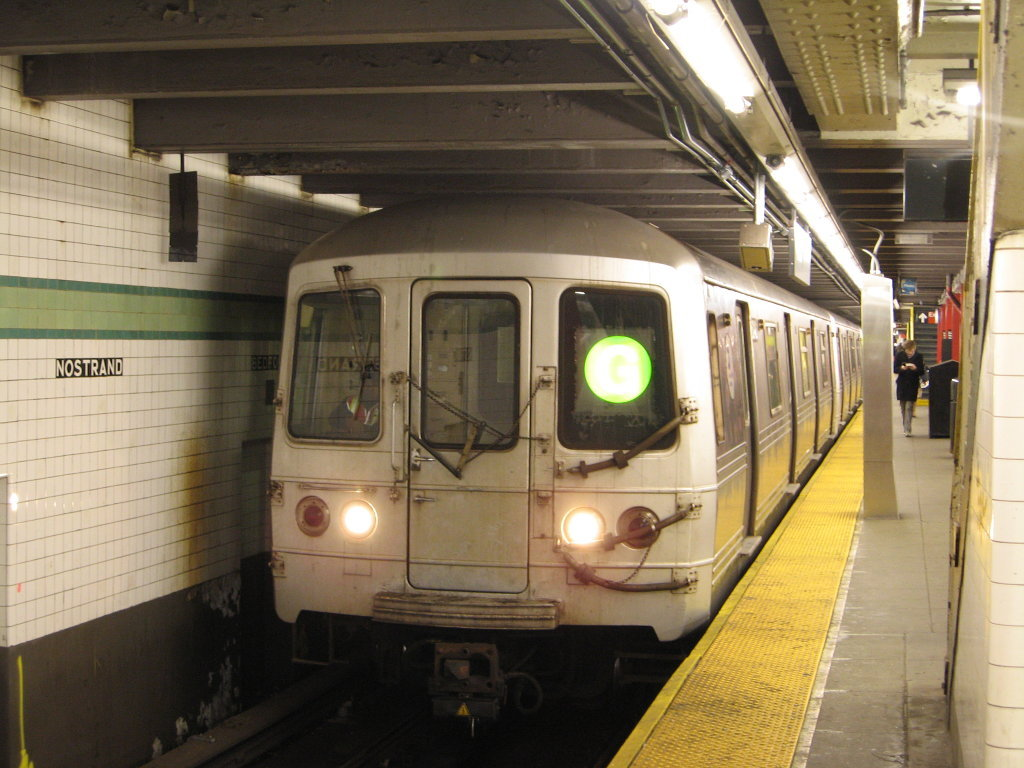
G на Bedford—Nostrand Avenues

В июле 1968 маршрут был продлён до Church Avenue, и F начал использоваться как экспресс на IND Culver Line. Такое движение на маршруте закончилось в августе 1976 так как многие пассажиры  на станциях Culver Line, направляются в основном в Манхэттен.
В 1985 обозначение маршрута сменилось с GG на G.
24 мая 1987 линии N и R продлили в Куинс. Как часть плана по перенаправлению, Queens Plaza стала северной конечной G по вечерам, ночам и выходным.
Начиная с 30 сентября 1990 движение по маршруту G было продлено до Jamaica—179th Street по ночам, заменяя F, конечной которого стала 21st Street—Queensbridge.
В мае 1997 из-за строительства между IND 63rd Street Line и Queens Boulevard Line конечной линииG  по вечерам, ночам и выходным стала Long Island City—Court Square.
16 декабря 2001 был открыт 63rd Street Connector и Court Square стала конечной станцией днём и в часы пик, заменив движение по IND Queens Boulevard Line маршрутом V. Маршрут был продлён до Forest Hills—71st Avenue в остальное время.
5 июля 2009, движение G на южном направлении было продлено до Church Avenue, с бывшего терминала Smith—Ninth Streets. Это было необходимо, так как  на станции Culver Line происходил ремонт.
Из-за финансового кризиса MTA вернуло конечную станцию маршрута G с Forest Hills—71st Avenue на Court Square начиная с 27 июля 2010. Однако из-за плановых ремонтных работ на путях Queens Boulevard Line маршрут G действовал на этой линии до 19 апреля.

## Маршрут
Используемые пути в зависимости от дня недели и времени суток
| От станции включительно | До станции включительно | Круглосуточно  |
| ----------------------- | ----------------------- | -------------- |
| Корт-сквер              | Черч-авеню              | локальные пути |

Схема маршрута
| Условные обозначения |
| для дней и часов работы маршрутов (более точно указано во всплывающих подсказках при этих обозначениях): |
| --- |
| круглосуточно круглосуточно, кроме ночи круглосуточно, кроме будней днём (либо часов пик) в пиковом направлении в будни днём (и, возможно, вечером) в будни круглосуточно в часы пик в будни днём (либо в часы пик) в пиковом направлении в будни днём (либо в часы пик) в направлении, обратном пиковому в выходные ночью ночью и в выходные (и, возможно, вечером) нет движения поездов |

|  |
|  |
|  |

| 7 — круглосуточно · 7 — круглосуточно · <7> — в часы пик в пиковом направлении · <7> — в часы пик в пиковом направлении | Корт-сквер              |
| E — круглосуточно · E — круглосуточно · M — в будни днём и вечером · M — в будни днём и вечером                         | Корт-сквер — 23-я улица |

|  |

|  |

|  |

|  |

| L — круглосуточно · L — круглосуточно | Лоример-стрит |

|  |

|  |

|  |

|  |

|  |

|  |

|  |

|  |

| A — круглосуточно · A — круглосуточно · C — круглосуточно, кроме ночи · C — круглосуточно, кроме ночи |

|  |

| F — круглосуточно · F — круглосуточно |

|  |

| F — круглосуточно · F — круглосуточно |

|  |

| F — круглосуточно · F — круглосуточно |

|  |
|  |
|  |

| F — круглосуточно · F — круглосуточно | на той же станции |
| D — ночью · D — ночью · N — ночью · N — ночью · R — круглосуточно · R — круглосуточно · W — часть рейсов в часы пик в пиковом направлении · W — часть рейсов в часы пик в пиковом направлении | Девятая улица     |

|  |

| F — круглосуточно · F — круглосуточно · <F> — в часы пик в пиковом направлении · <F> — в часы пик в пиковом направлении |

|  |

| F — круглосуточно · F — круглосуточно |

|  |

| F — круглосуточно · F — круглосуточно |

|  |

| F — круглосуточно · F — круглосуточно · <F> — в часы пик в пиковом направлении · <F> — в часы пик в пиковом направлении |